# Iago Santos
Iago Azevedo dos Santos, meglio noto come Iago Santos (Itaboraí, 22 maggio 1992), è un calciatore brasiliano, difensore dello Shabab Al-Ahli.

## Palmarès

### Club

#### Competizioni statali
- Copa Rio: 1

Duque de Caxias: 2013

#### Competizioni nazionali
- Campionato emiratino: 1

Shabab Al-Ahli: 2024-2025